# 560354 Chrisnolan
560354 Chrisnolan è un asteroide della fascia principale. Scoperto nel 2013, presenta un'orbita caratterizzata da un semiasse maggiore pari a 3,0505314 au e da un'eccentricità di 0,0578237, inclinata di 12,00010° rispetto all'eclittica.
Dal 28 luglio al 20 settembre 2021, quando 580123 Gedek ricevette la denominazione ufficiale, è stato l'asteroide denominato con il più alto numero ordinale. Prima della sua denominazione, il primato era di 551231 Żywiec.
L'asteroide è dedicato al regista britannico Christopher Nolan.